# Scania 2-serie
Scania 2-serie, även kallad Scania GPRT, är en serie tunga lastbilar tillverkade av Scania. Serien är efterträdare till 1-serien, och tillverkningen började 1980 och slutade 1987. 2-serien kom med en serie av olika motorer, från en 7,8 liter rak-6:a till en 14 liters V8. Produktionen av 2-serien stoppades i Europa efter att 3-serien introducerades 1987, men fortsatte i Argentina och Brasilien fram till 1992. Serien visades först som torpedbil i början 1980 och senare visades de frambyggda modellerna. Hytten och interiören designades av Giorgetto Giugiaro.
Bokstäverna M, H och E refererade till fordonets plattform och på vilket sätt den var byggd – "medium", "heavy" eller "extra-heavy".

## Galleri

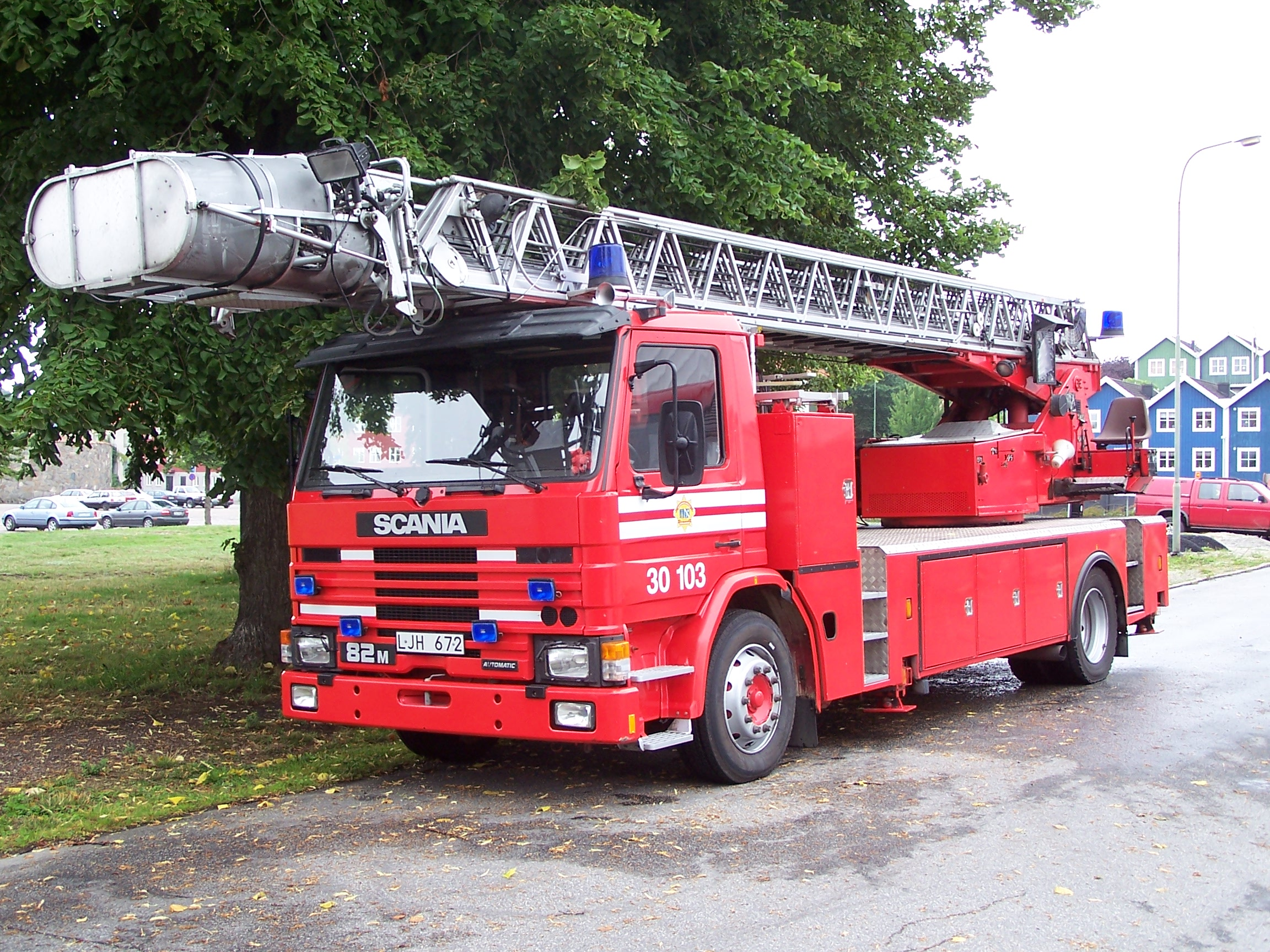
Scania G82M stegbil i Karlskrona.
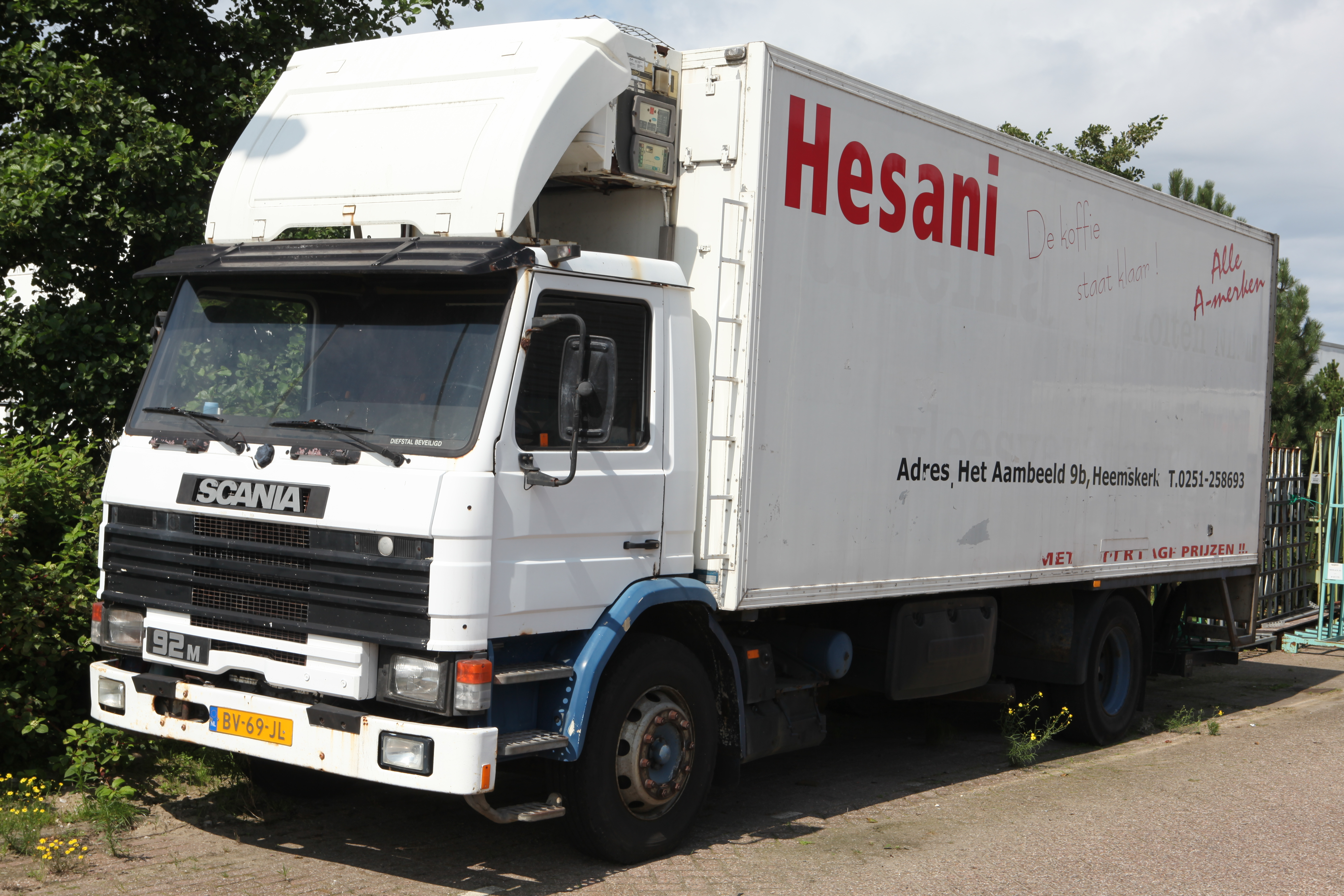
Scania 92M i Ĳmuiden, Nederländerna.
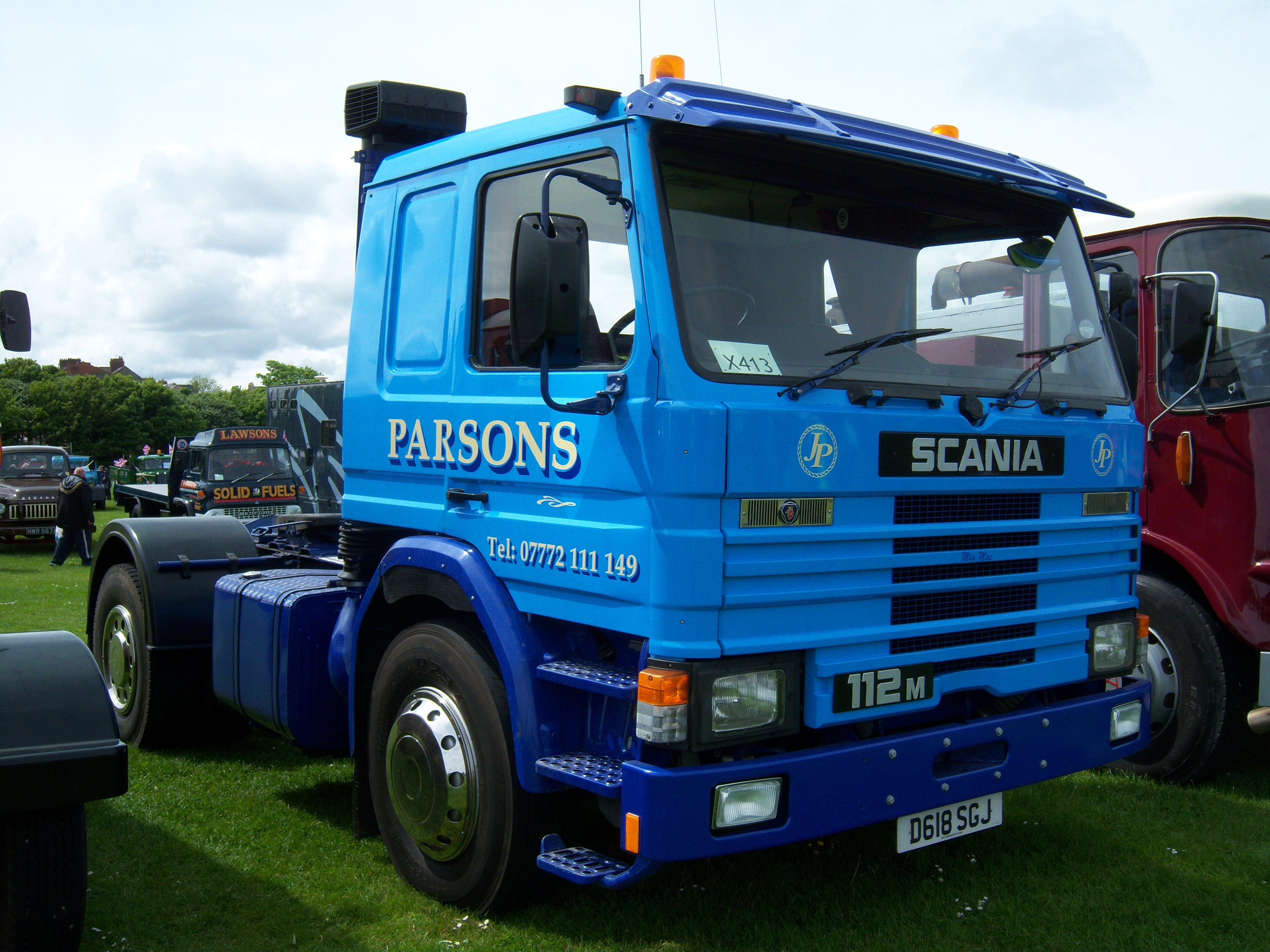
Scania 112M från 1986.
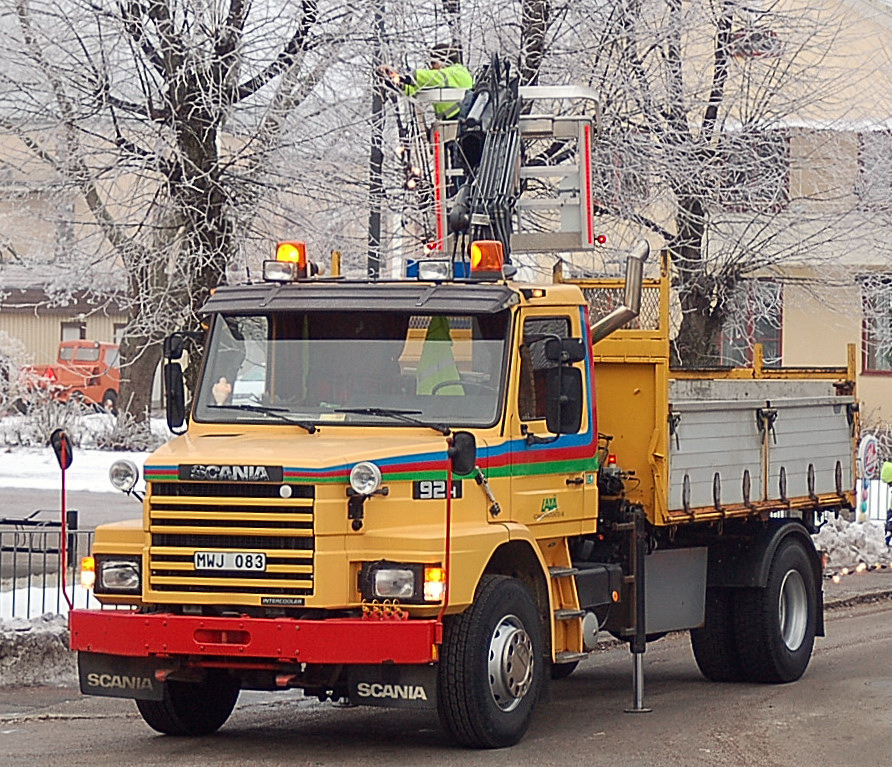
SCANIA T92H från 1986 med liftkorg.
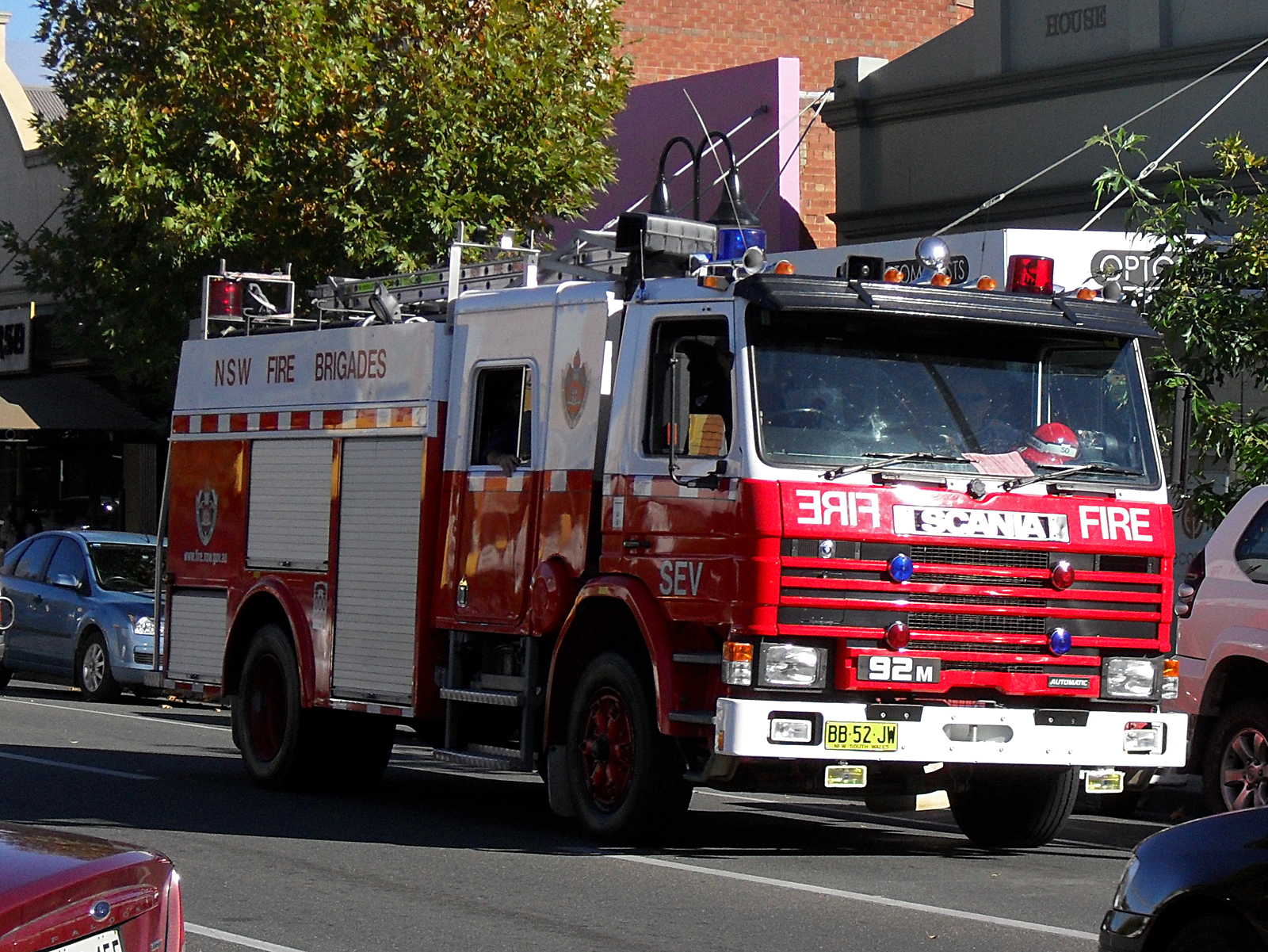
Scania 92M som brandbil i New South Wales, Australien med automatväxellåda.